# ヨハン・ハルヴォルセン
ヨハン・ハルヴォシェン（Johan Halvorsen, 1864年3月15日 ドランメン - 1935年12月4日）は、ノルウェーの作曲家・指揮者。若年の頃から洗練されたヴァイオリニストとして活動し、ノルウェー楽壇の著名人となった。日本では一般に「ヨハン・ハルヴォルセン」として知られており、以下その慣例に従う。

## 経歴
クリスチャニア（現オスロ）とストックホルムで音楽教育を受け、ベルゲンでコンサートマスターに就任した後、ライプツィヒ・ゲヴァントハウス管弦楽団に入団。その後8年間を音楽活動と学習のために国外で過ごし、スコットランドのアバディーンでコンサートマスターとして過ごしたのを皮切りに、次いでヘルシンキで教授に就任し、最終的には再び学生に戻ってサンクトペテルブルクやベルリン、リエージュに留学した。
1893年にノルウェーに帰国し、ベルゲン国立劇場のオーケストラの指揮者に就任する。1885年にベルゲン・フィルハーモニー管弦楽団のコンサートマスターとなり、1893年には首席指揮者に抜擢された。1899年には新設されたクリスチャニア国立劇場のオーケストラの指揮者に任命され、1929年に引退するまで30年間にわたってその座にあった。

## 作品について
舞台音楽に加えて30曲のオペラ公演を指揮し、30曲以上の劇付随音楽を作曲した。劇場を引退してからは、折に触れて作曲に専念し、3つの壮大な交響曲や2つのノルウェー狂詩曲を作曲した。
ハルヴォルセンの作品は、華麗な管弦楽法を特徴とする作風によって、エドヴァルド・グリーグによって実現されたロマン主義的な国民楽派の伝統を発展させたものである。ハルヴォルセンはグリーグの姪と結婚し、またグリーグのいくつかのピアノ曲に管弦楽法を施した。『ペール・ギュント』が1886年に再演された際の追加曲「花嫁の行列の通過」はその一つである。また、ハルヴォルセン編曲の『リカルド・ノルドローク追悼の葬送行進曲』は、グリーグの葬儀で演奏された。
こんにち最も有名な作品は、『ロシア貴族の入場』（Bojarenes inntogsmarsj）と『ベルゲン賛歌』（Bergensiana）（もしくはベルゲンの昔の旋律によるロココ変奏曲）のほかに、ヴァイオリンとヴィオラのための二重奏曲『ヘンデルの主題によるパッサカリアとサラバンド』である。